# 索洛涅茨-波利亚纳农村居民点
索洛涅茨-波利亚纳农村居民点（俄语：Солонец-Полянское сельское поселение）是俄罗斯联邦别尔哥罗德州新奥斯科尔区所属的一个农村居民点。其下辖有3个居民点，行政中心为索洛涅茨-波利亚纳。据2016年统计，该农村居民点的人口为729人。